# أولغا دي بلانك
أولغا دي بلانك (بالإسبانية: Olga de Blanck y Martín) هي معلمة موسيقى وعازفة قيثارة وملحنة كوبية، ولدت في 11 مايو 1916 في هافانا في كوبا، وتوفي بنفس المكان في 28 يوليو 1998.